# Serbischer Fußballpokal 2018/19
Der Serbische Fußballpokal 2018/19 (auch Kup Srbije) war die 13. Austragung des serbischen Pokalwettbewerbs. Er wurde vom Serbischen Fußball-Bund (FSS) ausgetragen. Das Finale fand am 23. Mai 2019 im Stadion Rajko Mitić von Belgrad statt.
Pokalsieger wurde Titelverteidiger Partizan Belgrad. Das Team setzte sich im Finale gegen Roter Stern Belgrad durch. Partizan qualifizierte sich durch den Sieg für die 1. Qualifikationsrunde in der UEFA Europa League 2019/20.

## Modus
Das Halbfinale wurde in Hin- und Rückspiel ausgetragen. In den anderen Runden wurden die Begegnungen in einem Spiel ausgetragen. Endete ein Spiel nach 90 Minuten unentschieden, kam es direkt zum Elfmeterschießen. Bis zum Viertelfinale wurden die Mannschaften in zwei Töpfe platziert, so dass jedes gesetzte Team gegen ein ungesetztes antrat.

## Teilnehmer
| SuperLiga 2017/18 (16) | SuperLiga 2017/18 (16) | Prva Liga (15) | Prva Liga (15) | Regionale Pokalsieger (5)                                                               |
| --- | --- | --- | --- | --------------------------------------------------------------------------------------- |
| - FK Bačka - FK Borac Čačak - FK Čukarički - FK Javor Ivanjica - FK Mačva Šabac - FK Mladost Lučani - FK Napredak Kruševac - Partizan Belgrad | - FK Rad Belgrad - FK Radnik Surdulica - FK Radnički Niš - Roter Stern Belgrad - FK Spartak Subotica - Vojvodina Novi Sad - FK Voždovac - FK Zemun | - FK Bežanija - FK Budućnost Dobanovci - FK ČSK Pivara - FK Dinamo Vranje - FK Inđija - FK Jagodina - FK Metalac - FK Novi Pazar | - FK Proleter Novi Sad - FK Radnički 1923 Kragujevac - FK Radnički Pirot - FK Sinđelić Belgrad - FK Sloboda Užice - FK Teleoptik - FK Temnić 1924 - TSC Bačka Topola | - FK Kolubara - FK Mladost Bački Jarak - FK Mokra Gora - FK Trajal - LFK Mladost Lučani |

## Vorrunde
In dieser Runde trafen die fünf Sieger des Regionalpokals und vier der fünf schlechtplatziertesten Teams der Prva Liga (Serbien) 2017/18 aufeinander. Der Zweitligaletzte FK Jagodina nahm nicht teil. Der LFK Mladost Lučani erhielt deshalb ein Freilos.
|                        | Ergebnis        |                   |
| ---------------------- | --------------- | ----------------- |
| 12. September 2018     |                 |                   |
| FK Mladost Bački Jarak | 3:0             | FK ČSK Pivara     |
| FK Trajal              | 0:1             | FK Radnički Pirot |
| FK Mokra Gora          | 0:0 (3:5 i. E.) | FK Sloboda Užice  |
| FK Kolubara            | 2:0             | FK Temnić 1924    |
| LFK Mladost Lučani     | Freilos         |                   |

## 1. Runde
Teilnehmer: Die fünf Sieger der Vorrunde, alle Teams der SuperLiga 2017/18 und die Top-Elf der Prva Liga 2017/18 mit Ausnahme des FK Jagodina.
|                        | Ergebnis        |                             |
| ---------------------- | --------------- | --------------------------- |
| 26. September 2018     |                 |                             |
| FK Kolubara            | 1:2             | Partizan Belgrad            |
| FK Inđija              | 0:2             | FK Zemun                    |
| FK Proleter Novi Sad   | 1:1 (3:4 i. E.) | FK Mladost Lučani           |
| LFK Mladost Lučani     | 0:2             | FK Spartak Subotica         |
| TSC Bačka Topola       | 2:0             | FK Rad Belgrad              |
| FK Mladost Bački Jarak | 0:2             | FK Čukarički                |
| FK Radnik Surdulica    | 5:0             | FK Radnički Pirot           |
| FK Sinđelić Belgrad    | 1:0             | FK Voždovac                 |
| FK Javor Ivanjica      | 3:0             | FK Novi Pazar               |
| FK Sloboda Užice       | 0:3             | FK Borac Čačak              |
| FK Bačka               | 1:1 (3:4 i. E.) | FK Budućnost Dobanovci      |
| FK Mačva Šabac         | 1:0             | FK Radnički 1923 Kragujevac |
| FK Radnički Niš        | 4:1             | FK Bežanija                 |
| Vojvodina Novi Sad     | 2:0             | FK Teleoptik                |
| 17. Oktober 2018       |                 |                             |
| FK Dinamo Vranje       | 0:2             | Roter Stern Belgrad         |
| FK Napredak Kruševac   | 2:0             | FK Metalac                  |

## Achtelfinale
|                        | Ergebnis        |                      |
| ---------------------- | --------------- | -------------------- |
| 24. Oktober 2018       |                 |                      |
| FK Zemun               | 0:2             | Partizan Belgrad     |
| FK Budućnost Dobanovci | 1:4             | FK Radnički Niš      |
| FK Spartak Subotica    | 1:0             | FK Mačva Šabac       |
| Vojvodina Novi Sad     | 4:0             | FK Sinđelić Belgrad  |
| FK Borac Čačak         | 0:4             | FK Napredak Kruševac |
| FK Čukarički           | 1:4             | FK Mladost Lučani    |
| 14. November 2018      |                 |                      |
| FK Javor Ivanjica      | 1:1 (4:5 i. E.) | FK Radnik Surdulica  |
| 21. November 2018      |                 |                      |
| Roter Stern Belgrad    | 4:1             | TSC Bačka Topola     |

## Viertelfinale
|                      | Ergebnis |                     |
| -------------------- | -------- | ------------------- |
| 13. März 2019        |          |                     |
| FK Spartak Subotica  | 1:2      | FK Mladost Lučani   |
| FK Napredak Kruševac | 0:4      | Partizan Belgrad    |
| FK Radnički Niš      | 2:1      | Vojvodina Novi Sad  |
| Roter Stern Belgrad  | 2:1      | FK Radnik Surdulica |

## Halbfinale
|                              | Gesamt |                   | Hinspiel | Rückspiel |
| ---------------------------- | ------ | ----------------- | -------- | --------- |
| 16. April 20190015. Mai 2019 |        |                   |          |           |
| Roter Stern Belgrad          | 4:1    | FK Mladost Lučani | 4:1      | 0:0       |
| 17. April 20190015. Mai 2019 |        |                   |          |           |
| Partizan Belgrad             | 2:1    | FK Radnički Niš   | 1:0      | 1:1       |

## Finale
| Paarung             | Roter Stern Belgrad – Partizan Belgrad |
| Ergebnis            | 0:1 (0:1) |
| Datum               | 23. Mai 2019 |
| Stadion             | Stadion Rajko Mitić, Belgrad |
| Zuschauer           | 17.500 |
| Schiedsrichter      | Novak Simović |
| Tore                | 0:1 Bojan Ostojić (14.) |
| Roter Stern Belgrad | Milan Borjan – Filip Stojković (83. Marko Gobeljić), Vujadin Savić , Nemanja Milunović, Milan Rodić – Dušan Jovančić, Branko Jovičić (51. Aleksa Vukanović) – Ben Nabouhane (69. Dejan Joveljić), Marko Marin, Mirko Ivanić – Milan Pavkov. Cheftrainer: Vladan Milojević                 |
| Partizan Belgrad    | Vladimir Stojković – Nemanja Miletić, Bojan Ostojić, Strahinja Pavlović, Slobodan Urošević (80. Zlatan Šehović) – Aleksandar Šćekić, Saša Zdjelar – Zoran Tosić (90.+2' Saša Ilić), Đorđe Ivanović (74. Lazar Pavlović), Danilo Pantić – Ricardo Jorge Gomes. Cheftrainer: Savo Milošević |
| Gelbe Karten        | Milan Rodić – Aleksandar Šćekić, Lazar Pavlović, Strahinja Pavlović |